# Ong (Nebraska)
Ong es una villa ubicada en el condado de Clay en el estado estadounidense de Nebraska. En el Censo de 2010 tenía una población de 63 habitantes y una densidad poblacional de 84,75 personas por km².

## Geografía
Ong se encuentra ubicada en las coordenadas 40°23′54″N 97°50′21″O / 40.39833, -97.83917. Según la Oficina del Censo de los Estados Unidos, Ong tiene una superficie total de 0.74 km², de la cual 0.74 km² corresponden a tierra firme y (0%) 0 km² es agua.

## Demografía
Según el censo de 2010, había 63 personas residiendo en Ong. La densidad de población era de 84,75 hab./km². De los 63 habitantes, Ong estaba compuesto por el 100% blancos, el 0% eran afroamericanos, el 0% eran amerindios, el 0% eran asiáticos, el 0% eran isleños del Pacífico, el 0% eran de otras razas y el 0% pertenecían a dos o más razas. Del total de la población el 3.17% eran hispanos o latinos de cualquier raza.